# Charles Hermans

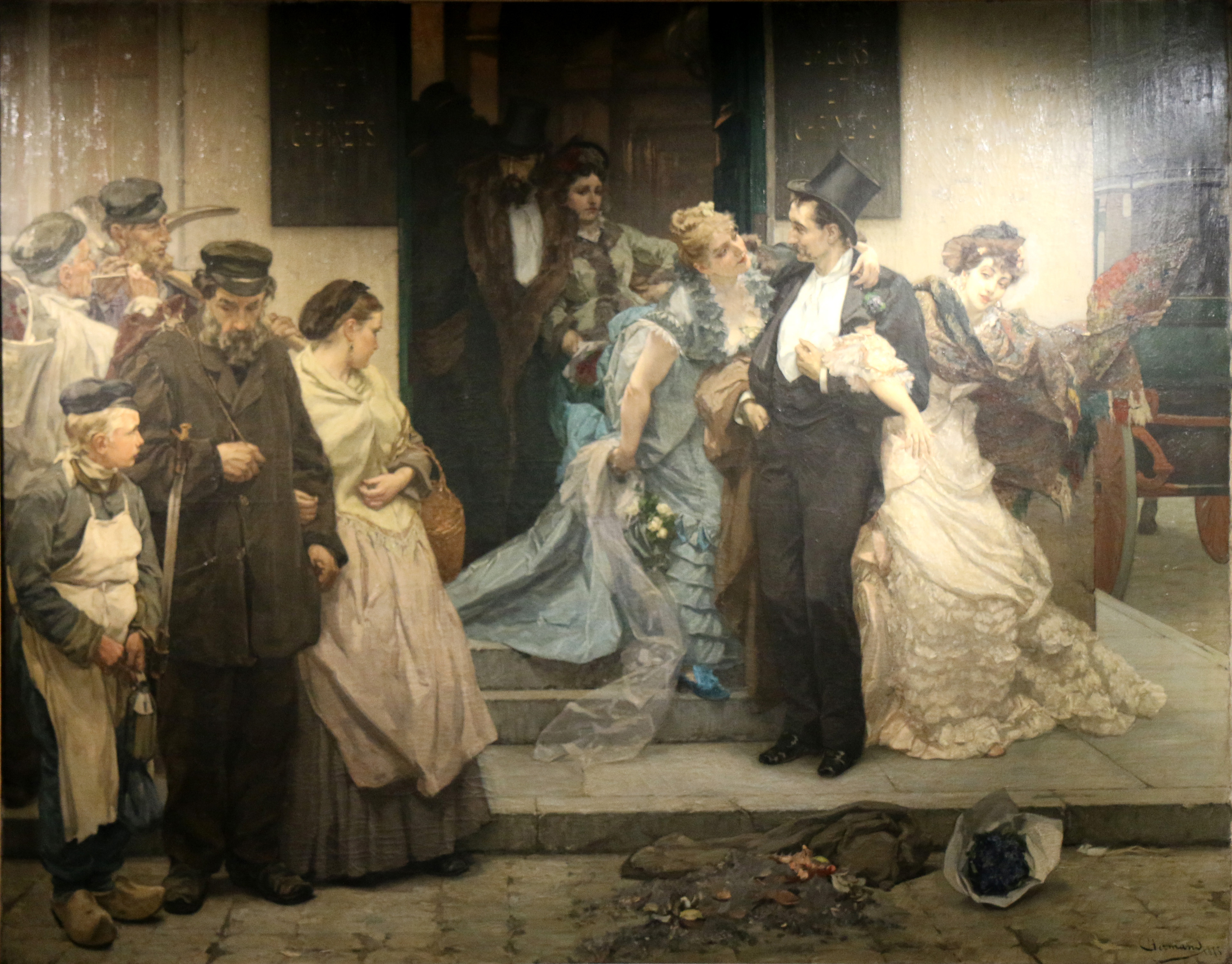
In der Dämmerung

Charles Hermans (* 17. August 1839 in Brüssel; † 7. Dezember 1924 in Menton) war ein belgischer Maler von Porträts, Landschaften, Seestücken und Genreszenen.
Nach dem Unterricht bei den Brüsseler Malern François-Joseph Navez und Louis Gallait studierte Hermans an der École Supérieure des Arts Saint-Luc in Brüssel. Danach war er Schüler von Charles Gleyre in dessen Pariser Atelier.
Er unternahm von 1862 bis 1867 Studienreisen nach Spanien und Italien, wo er sich in Klostern vom Leben der Mönche inspirieren ließ.
Hermans wurde Mitglied der „Société libre des Beaux-Arts“, gegründet in Brüssel am 1. März 1868, deren Mitglieder Anhänger des Naturalismus waren. 1896 wurde er zum korrespondierenden und 1905 zum vollen Mitglied der Académie royale des Sciences, des Lettres et des Beaux-Arts de Belgique gewählt.
Als größter Erfolg Hermans gilt des großformatige Gemälde „À l'aube“ (In der Dämmerung, 1875). Wegen der radikalen politischen Aussage wurde das Bild Gegenstand heftiger Diskussionen.